# Joaquín Correa
Carlos Joaquín Correa (phát âm tiếng Tây Ban Nha: [xoaˈkiŋ koˈrea]; sinh ngày 13 tháng 8 năm 1994) là một cầu thủ bóng đá chuyên nghiệp người Argentina, có biệt danh "El Tucu", chơi ở vị trí tiền đạo cho câu lạc bộ Inter Milan tại Serie A.

## Sự nghiệp câu lạc bộ

### Estudiantes
Sinh ra ở Juan Bautista Alberdi, Tucumán, Correa đại diện cho River Plate, Renato Cesarini và Estudiantes khi còn trẻ. Anh ra mắt đội một với đội sau vào ngày 19 tháng 5 năm 2012, vào sân thay cho Duván Zapata trong chiến thắng 0-3 trước Banfield để giành chức vô địch Primera División.
Correa ghi bàn thắng chuyên nghiệp đầu tiên vào ngày 10 tháng 5 năm 2014, ghi bàn đầu tiên trong chiến thắng 3–0 trên sân nhà trước San Lorenzo. Anh ấy cũng thường xuyên ra sân cho đội bóng trong Copa Sudamericana của năm, ghi bàn trong chiến thắng 2-1 trên sân nhà trước Peñarol vào ngày 15 tháng 10.

### Sampdoria
Vào ngày 16 tháng 12 năm 2014, Correa chuyển đến câu lạc bộ Serie A Sampdoria với mức phí 10 triệu đô la Mỹ. Anh ấy ký hợp đồng 4 năm rưỡi vào ngày 9 tháng 1 năm sau, nhận chiếc áo số 8.
Correa ra mắt cho Sampdoria vào ngày 15 tháng 2 năm 2015, trong trận thua 1-2 trước Chievo. Hiếm khi được sử dụng trong mùa giải đầu tiên của mình, anh ấy đã chuyển số của mình thành số 10 trước chiến dịch 2015–16 và bắt đầu xuất hiện thường xuyên hơn.
Correa ghi bàn thắng đầu tiên ở nước ngoài vào ngày 17 tháng 1 năm 2016 trong trận thua 1-2 trước Carpi. Trong hai ngày thi đấu tiếp theo, anh ấy ghi các bàn thắng liên tiếp vào lưới Napoli (thua 2–4 trên sân nhà) và Bologna (thua 2–3 trên sân khách), đồng thời kết thúc mùa giải với ba bàn thắng khi đội bóng của anh ấy đạt vị trí thứ 15 đáng thất vọng

### Sevilla
Vào ngày 10 tháng 7 năm 2016, đội bóng tại La Liga của Tây Ban Nha là Sevilla đã đạt được thỏa thuận với Sampdoria về việc chuyển nhượng Correa với mức phí được đồn đại là 13 triệu euro. Được câu lạc bộ giới thiệu hai ngày sau đó, anh có trận ra mắt câu lạc bộ vào ngày 17 tháng 8, bắt đầu trong trận thua 0-3 trước Barcelona trong trận lượt về Siêu cúp Tây Ban Nha 2016.
Correa có trận ra mắt ở hạng mục chính của bóng đá Tây Ban Nha vào ngày 20 tháng 8 năm 2016, thay thế người đồng hương Luciano Vietto trong chiến thắng 6–4 trên sân nhà trước Espanyol. Vào ngày 22 tháng 2 năm 2017, anh ghi bàn thắng đầu tiên tại UEFA Champions League trong chiến thắng 2-1 trước Leicester City ở vòng 16 đội UEFA Champions League 2016–17.
Vào ngày 17 tháng 9 năm 2017, anh ghi bàn thắng gỡ hòa trong trận hòa 2–2 trước Liverpool tại Anfield ở UEFA Champions League 2017–18 Vào ngày 11 tháng 4 năm 2018, anh thực hiện một pha vào bóng ác ý với Javi Martínez trong thời gian bù giờ trước Bayern Munich trong hiệp đấu - trận chung kết của mùa giải UEFA Champions League 2017–18 và nhận thẻ đỏ trực tiếp.

### Lazio
Vào ngày 1 tháng 8 năm 2018, Correa trở lại Ý để gia nhập Lazio theo hợp đồng 5 năm với mức phí chuyển nhượng 16 triệu euro. Anh có trận ra mắt cho Lazio vào ngày 18 tháng 8, trong trận thua 1-2 trên sân nhà trước Napoli. Vào ngày 26 tháng 9 năm 2018, anh ghi bàn thắng đầu tiên cho Lazio trong chiến thắng 2-1 trên sân nhà trước Udinese. Tại Coppa Italia 2018–19, Correa đã ghi bàn thắng loại AC Milan khỏi cuộc thi và giúp Lazio lọt vào trận chung kết. Trong trận chung kết, Correa ghi bàn thắng thứ hai trong chiến thắng 2–0 trước Atalanta, giành chiếc cúp đầu tiên cùng Lazio. Trong mùa giải đầu tiên khoác áo Lazio, anh ra sân 44 trận, ghi 9 bàn.
Vào ngày 10 tháng 10 năm 2019, anh gia hạn hợp đồng với Lazio đến năm 2024. Vào ngày 22 tháng 12 năm 2019, anh đá chính trong chiến thắng 3-1 của Lazio ở Supercoppa Italiana 2019, giành chiếc cúp thứ hai cùng câu lạc bộ. Trong mùa giải thứ hai, anh ấy đã có 35 lần ra sân, ghi được 10 bàn thắng.
Trong mùa giải thứ ba và cũng là mùa giải cuối cùng của anh ấy với Lazio, anh ấy đã có 38 lần ra sân, ghi được 11 bàn thắng..

### Inter Milan
Vào ngày 26 tháng 8 năm 2021, Correa gia nhập Inter Milan theo hợp đồng cho mượn kéo dài một năm với nghĩa vụ mua lại với hợp đồng ba năm có hiệu lực sau thời gian cho mượn. Vào ngày 27 tháng 8, anh có trận ra mắt giải đấu cho Inter Milan trong chiến thắng 3–1 trước Verona, nơi anh vào sân thay người và ghi hai bàn..

## Sự nghiệp quốc tế
Correa có trận ra mắt quốc tế cấp cao cho Argentina vào ngày 9 tháng 6 năm 2017, trong chiến thắng 1–0 trước đối thủ Brazil được tổ chức tại Melbourne. Vào ngày 13 tháng 6, anh ghi bàn thắng quốc tế đầu tiên trong chiến thắng 6–0 trên sân khách trước Singapore. Anh ấy là một phần của đội tuyển chiến thắng tại Copa America 2021 với 3 lần ra sân tại giải đấu. Anh ấy đã được huấn luyện viên Lionel Scaloni triệu tập vào đội hình 26 người tham dự Giải vô địch bóng đá thế giới 2022, nhưng cuối cùng lại bỏ lỡ giải đấu do chấn thương kéo dài 5 ngày trước khi giải đấu bắt đầu. Anh ấy đã được thay thế bởi Thiago Almada.

## Phong cách chơi bóng
Correa chủ yếu được bố trí ở vị trí tiền đạo lùi hoặc tiền đạo hỗ trợ, mặc dù anh ấy cũng có khả năng hoạt động như một tiền vệ cánh trái hoặc trung vệ. Trong số những điểm mạnh chính của anh ấy là khả năng kiểm soát bóng, khả năng rê bóng, tốc độ và sự nhanh nhẹn. Anh ấy đã coi cựu tiền vệ tấn công người Brazil và cầu thủ kiến tạo Kaká là nguồn cảm hứng.

## Thống kê sự nghiệp
| Câu lạc bộ          | Mùa giải            | Vô địch quốc gia           | Vô địch quốc gia | Vô địch quốc gia | Cúp Quốc gia | Cúp Quốc gia | Châu Âu | Châu Âu | Khác | Khác | Tổng cộng | Tổng cộng |
| Câu lạc bộ          | Mùa giải            |                            | Trận             | Bàn              | Trận         | Bàn          | Trận    | Bàn     | Trận | Bàn  | Trận      | Bàn       |
| ------------------- | ------------------- | -------------------------- | ---------------- | ---------------- | ------------ | ------------ | ------- | ------- | ---- | ---- | --------- | --------- |
| Estudiantes         | 2010–11             | Argentine Primera División | 3                | 0                | 0            | 0            | 0       | 0       | —    | —    | 3         | 0         |
| Estudiantes         | 2011–12             | Argentine Primera División | 8                | 0                | 2            | 0            | 0       | 0       | —    | —    | 10        | 0         |
| Estudiantes         | 2012–13             | Argentine Primera División | 26               | 1                | 3            | 1            | 0       | 0       | —    | —    | 29        | 2         |
| Estudiantes         | 2013–14             | Argentine Primera División | 16               | 2                | 0            | 0            | 6       | 1       | —    | —    | 24        | 3         |
| Estudiantes         | Tổng cộng           | Tổng cộng                  | 53               | 3                | 5            | 1            | 6       | 1       | —    | —    | 64        | 5         |
| Sampdoria           | 2014–15             | Serie A                    | 6                | 0                | 0            | 0            | —       | —       | —    | —    | 6         | 0         |
| Sampdoria           | 2015–16             | Serie A                    | 25               | 3                | 0            | 0            | 0       | 0       | —    | —    | 25        | 3         |
| Sampdoria           | Tổng cộng           | Tổng cộng                  | 31               | 3                | 0            | 0            | 0       | 0       | —    | —    | 31        | 3         |
| Sevilla             | 2016–17             | La Liga                    | 26               | 4                | 4            | 3            | 3       | 1       | 1    | 0    | 34        | 8         |
| Sevilla             | 2017–18             | La Liga                    | 21               | 1                | 8            | 5            | 10      | 1       | —    | —    | 39        | 7         |
| Sevilla             | Tổng cộng           | Tổng cộng                  | 47               | 5                | 12           | 8            | 13      | 2       | 1    | 0    | 73        | 15        |
| Lazio               | 2018–19             | Serie A                    | 34               | 5                | 4            | 2            | 6       | 2       | —    | —    | 44        | 9         |
| Lazio               | 2019–20             | Serie A                    | 30               | 9                | 1            | 0            | 3       | 1       | 1    | 0    | 35        | 10        |
| Lazio               | 2020–21             | Serie A                    | 28               | 8                | 2            | 0            | 8       | 3       | —    | —    | 38        | 11        |
| Lazio               | Tổng cộng           | Tổng cộng                  | 92               | 22               | 7            | 2            | 17      | 6       | 1    | 0    | 117       | 30        |
| Inter Milan (mượn)  | 2021–22             | Serie A                    | 26               | 6                | 4            | 0            | 5       | 0       | 1    | 0    | 36        | 6         |
| Inter Milan         | 2022–23             | Serie A                    | 26               | 3                | 4            | 0            | 9       | 1       | 1    | 0    | 40        | 4         |
| Inter Milan         | Tổng cộng           | Tổng cộng                  | 52               | 9                | 8            | 0            | 14      | 1       | 2    | 0    | 76        | 10        |
| Tổng cộng sự nghiệp | Tổng cộng sự nghiệp | Tổng cộng sự nghiệp        | 275              | 42               | 32           | 11           | 50      | 10      | 4    | 0    | 361       | 63        |

1. ↑  In isolation, Joaquín is pronounced [xoaˈkin].

### Quốc tế
Tính đến trận đấu ngày 16 tháng 11 năm 2022
| Đội       | Năm  | Trận | Bàn |
| --------- | ---- | ---- | --- |
| Argentina | 2017 | 3    | 1   |
| Argentina | 2019 | 1    | 0   |
| Argentina | 2020 | 1    | 1   |
| Argentina | 2021 | 11   | 1   |
| Argentina | 2022 | 4    | 1   |
| Argentina | Tổng | 20   | 4   |

| #  | Ngày                 | Địa điểm                                              | Đối thủ   | Bàn thắng | Kết quả | Giải đấu                 |
| -- | -------------------- | ----------------------------------------------------- | --------- | --------- | ------- | ------------------------ |
| 1. | 13 tháng 6 năm 2017  | Sân vận động Quốc gia, Kallang, Singapore             | Singapore | 2–0       | 6–0     | Giao hữu                 |
| 2. | 13 tháng 10 năm 2020 | Sân vận động Hernando Siles, La Paz, Bolivia          | Bolivia   | 2–1       | 2–1     | Vòng loại World Cup 2022 |
| 3. | 2 tháng 9 năm 2021   | Sân vận động Olympic UCV, Caracas, Venezuela          | Venezuela | 2–0       | 3–1     | Vòng loại World Cup 2022 |
| 4. | 16 tháng 11 năm 2022 | Sân vận động Thành phố Thể thao Zayed, Abu Dhabi, UAE | UAE       | 5–0       | 5–0     | Giao hữu                 |

## Danh hiệu

### Câu lạc bộ

#### Lazio
- Coppa Italia: 2018–19
- Supercoppa Italiana: 2019

#### Inter Milan
- Coppa Italia: 2021–22, 2022–23
- Supercoppa Italiana: 2021, 2022

### Quốc tế
- Copa América: 2021
- Siêu cúp Liên lục địa CONMEBOL–UEFA: 2022